# Kama (rivière)
Pour l’article homonyme, voir Kama.

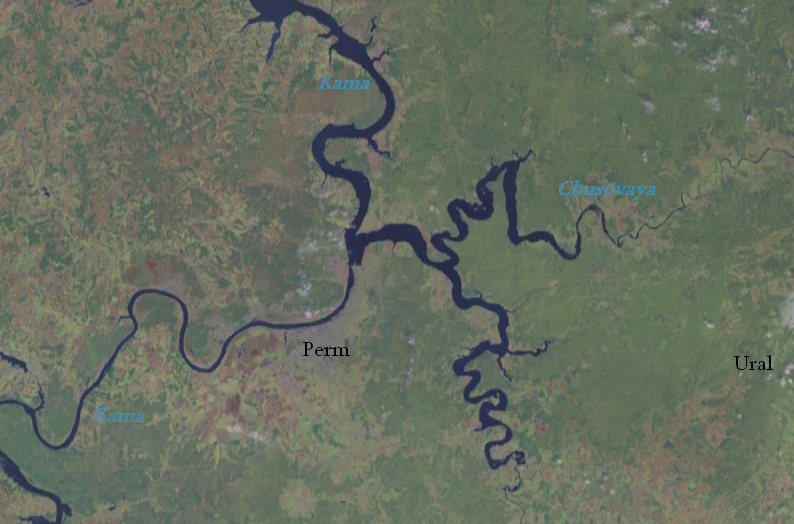
Vue satellite de la Kama et de son affluent la Tchoussovaïa.

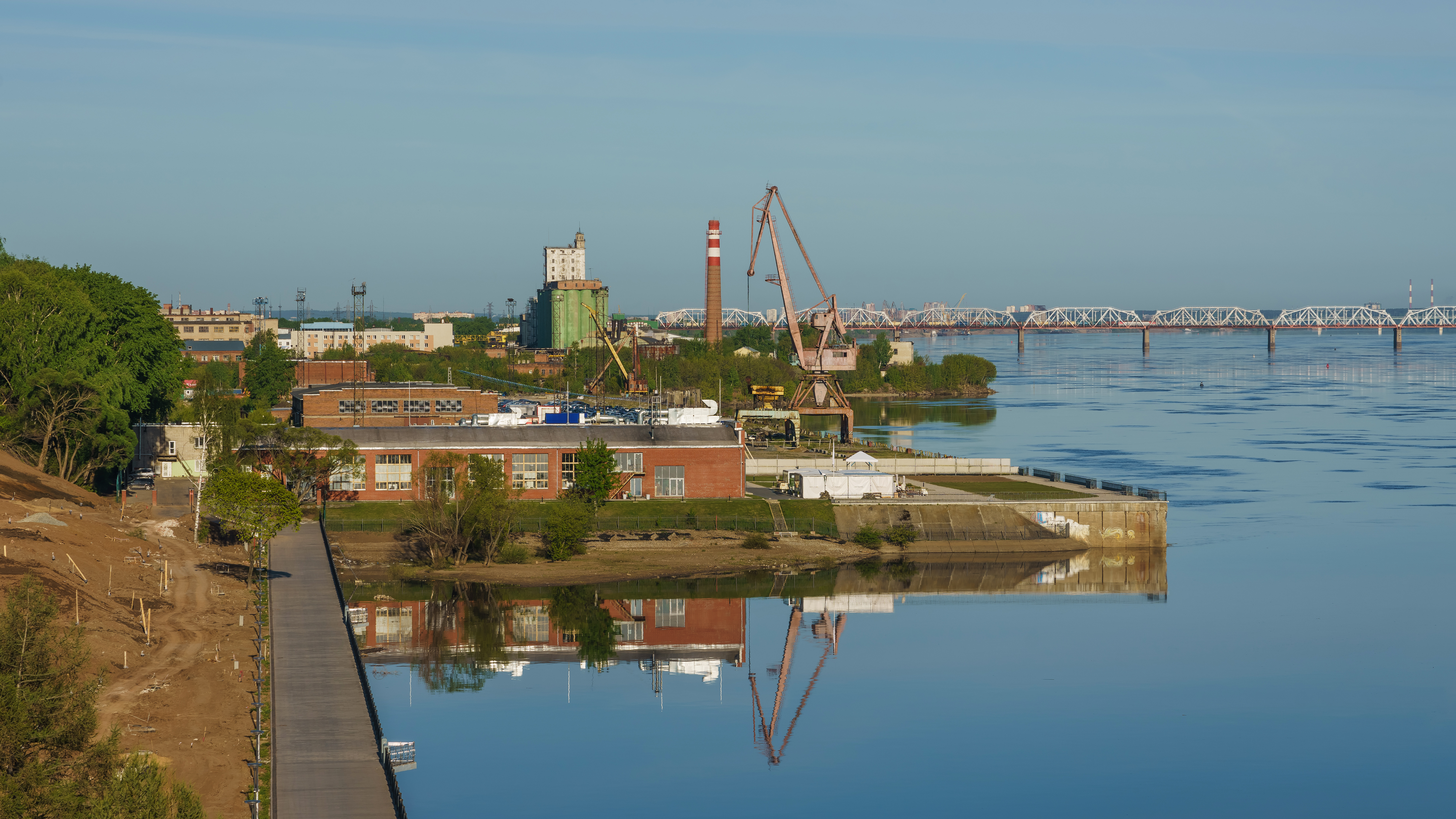
Le port de Perm sur la Kama.

La Kama est une rivière de Russie européenne, affluent gauche de la Volga.

## Géographie
Sa longueur totale est de 1 804 km et son bassin a une superficie de 507 002 km2. La Kama coule le long du versant occidental de l'Oural. Le cours de la rivière a été aménagé à l'aide de grands barrages construits dans la seconde moitié du XXe siècle pour réguler son débit, faciliter la navigation commerciale, produire de l'électricité et irriguer les terres avoisinantes. La ville de Perm, qui compte plus d'un million d'habitants, se situe sur ses rives.

## Cours de la rivière
La Kama prend sa source dans les collines de Kama à une altitude de 336 m, près de la petite ville de Kouliga, à l'ouest de la ville de Perm. Elle commence par couler vers le nord sur 200 km jusqu'à la petite ville de Loïno, puis se dirige vers l'est sur 200 km. Là elle reçoit les eaux de la Vichera. Sur la rive gauche se trouvent les villes de Tcherdyne et Berezniki. Après cette dernière ville débute le lac de retenue du barrage de la Kama (ce dernier situé près de Perm) d'une superficie de 1 720 km2 et d'une profondeur maximale de 20 mètres. Perm est une ville d'un million d'habitants, capitale du kraï du même nom. Un barrage est également établi sur le fleuve plus loin, près de la ville de Tchaïkovski (barrage de Votkinsk). Juste après ce barrage commence le lac de retenue du barrage de Nijnekamsk, qui reçoit les eaux de la rivière Belaïa en provenance de la Bachkirie. Le barrage est établi près de la ville industrielle de Naberejnye Tchelny, où se trouve l'usine de construction de camions KamAZ. En aval, la Kama reçoit sur sa droite les eaux de la Viatka, près de Nijnekamsk. Elle rejoint la Volga en se jetant dans le réservoir de Kouïbychev, lac de retenue du barrage de Samara, près de la ville de Tchistopol, dans la république du Tatarstan.

## Les barrages et lacs de retenue sur la Kama
Plusieurs barrages sont situés sur le cours de la Kama et font partie du plan d'aménagement de la Voie navigable Volga-Baltique. Ces barrages produisent de l'électricité et font partie du complexe appelé « cascade Volga-Kama » (en russe : Волжско-Камский каскад) : 
- lac du barrage de la Kama (Kamskoïe ; cours supérieur de la Kama) (1 915 km2 ; 12,2 km3 ; production électrique : 1,7 GWh ; construit en 1954) ;
- lac du barrage de Votkinsk, (1 120 km2 ; 9,36 km3 ; production électrique : 2,32 GWh ; construit en 1961) ;
- réservoir de Nijnekamsk (ou réservoir de la basse Kama) et barrage de Naberejnye Tchelny (cours inférieur), (2 580 km2 ; 13 km3 ; production électrique : 2,25 GWh ; construit en 1979) ;
- réservoir de Kouïbychev et barrage de Samara, à la confluence avec la Volga) (6 450 km2 ; 58 km3 ; production électrique : 11,0 GWh ; construit en 1955).

## Volga ou Kama?
La Kama est le plus important des affluents de la Volga. Plusieurs indices prouvent que la Volga dans son cours inférieur devrait être renommée la Kama. À la confluence les débits moyens de la Volga et de la Kama sont respectivement de 3 750 et 3 800 m3/s. La superficie des bassins de leurs cours supérieur est respectivement de 260 900 et 251 700 km2. La Volga reçoit un nombre de cours d'eau inférieur 66 500 contre 73 700. La vallée fluviale de la Kama est plus ancienne que celle de la Volga. Dans la première moitié de l'ère quaternaire, à l'époque du maximum glaciaire, la Volga n'existait pas dans sa forme actuelle et la Kama alimentait la mer Caspienne. À l'époque le cours supérieur de la Volga se jetait dans le Don qui était alors le fleuve le plus important d'Europe. Le cours inférieur de la Volga emprunte en fait celui de l'ancienne Kama. Mais  le rôle historique joué par le cours supérieur de la Volga ainsi que son importance économique contemporaine expliquent la dénomination retenue. Il existe d'autres exemples analogues : le Mississippi et le Missouri, l'Ob et l'Irtych, l'Ienisseï et l'Angara, etc.

## Affluents de la Kama

### Rive gauche
- Vichera
- Aï
- Tchoussovaïa
- Belaïa
- Ik
- Chechma

### Rive droite
- Inva
- Miocha
- Obva
- Ij
- Viatka

## Villes situées sur la Kama
Les principales agglomérations situées sur la Kama sont, en allant de l'amont vers l'aval :
- Solikamsk
- Berezniki
- Perm
- Sarapoul
- Tchaïkovski
- Naberejnye Tchelny
- Nijnekamsk
- Tchistopol

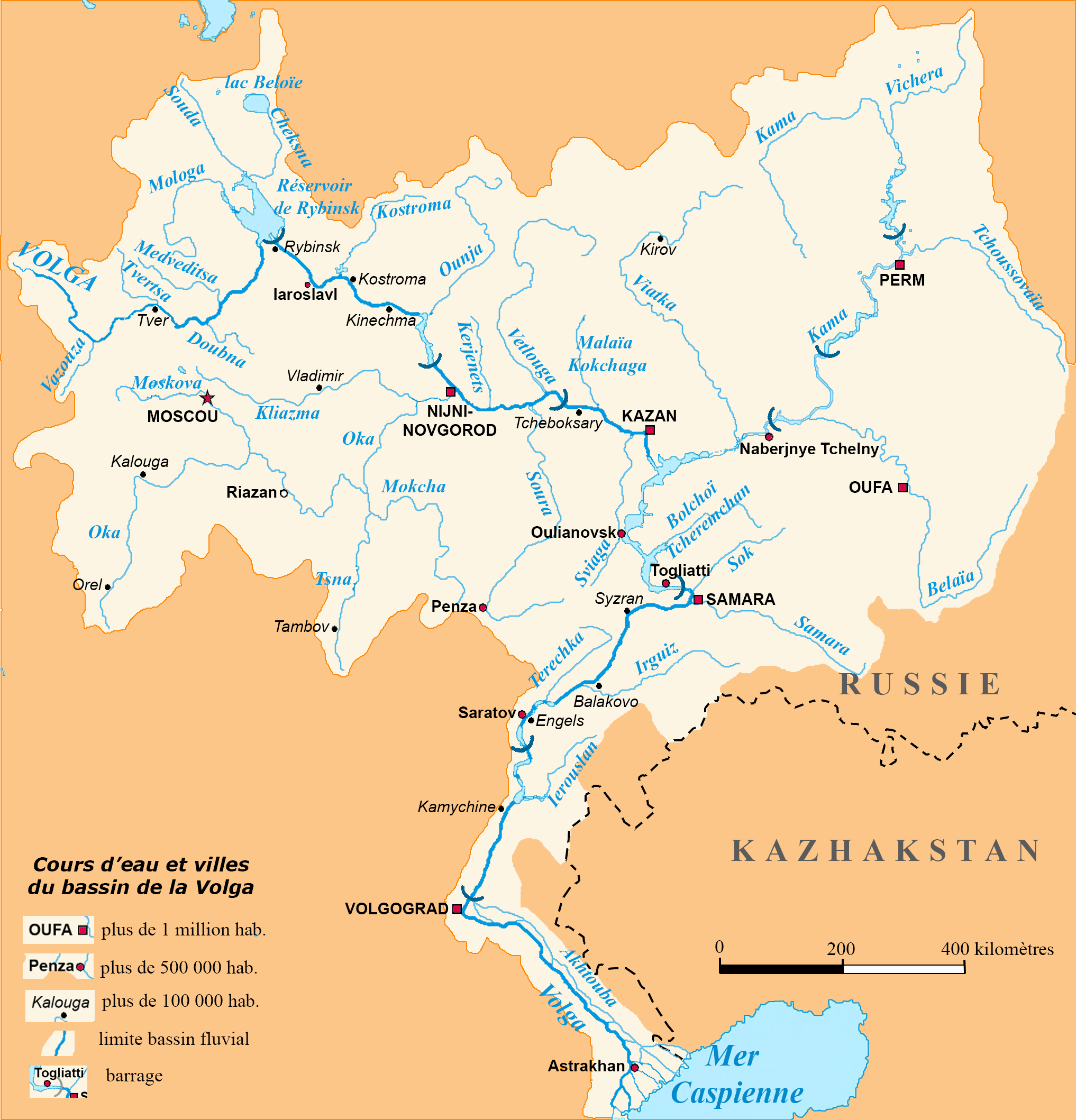
Bassin de la Volga et de la Kama : limites du bassin, principaux affluents, villes et barrages.
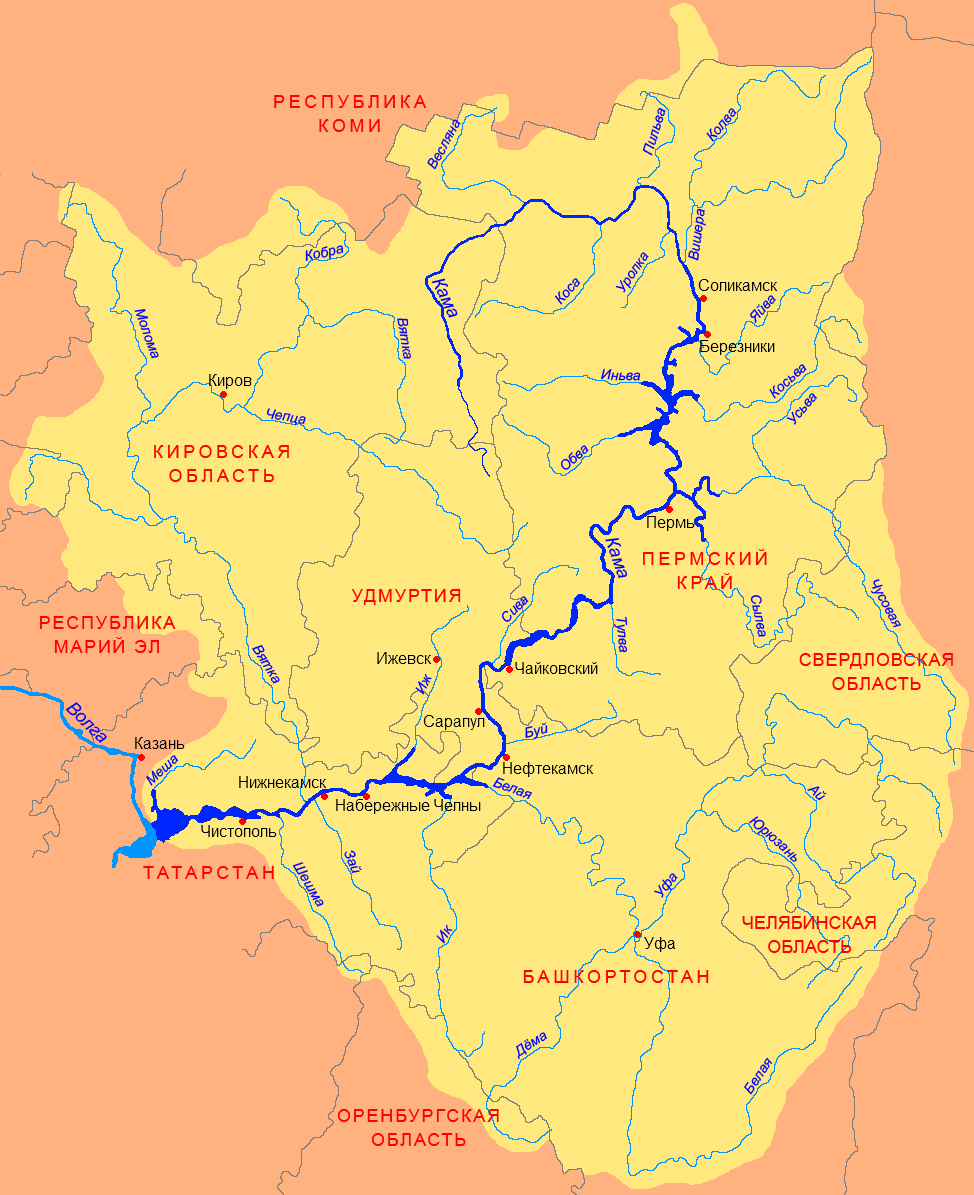
Carte plus détaillée du bassin de la Kama et de ses affluents, en russe.